# Enrique Gómez Bernal
Enrique Gómez Bernal (Pilas, Sevilla, Andalucía, España; 4 de mayo de 1994), conocido profesionalmente como Kike Gómez, es un futbolista español que actualmente juega para el Lincoln Red Imps de la Primera División de Gibraltar

## Trayectoria

### Inicios
Kike Gómez empezó su carrera en el Unión Deportiva Pilas, luego pasó al Benacazón Club de Fútbol, para posteriormente volver al Unión Deportiva Pilas de su natal Andalucía, en donde permaneció desde 2013 hasta 2015 jugando en la Segunda División de Andalucía. Posteriormente pasó por el Coria Club de Fútbol donde jugó la temporada 2015-16 en la Tercera División de España.

### Europa Football Club
Para la temporada 2016-17 fichó para el Europa de Gibraltar con el cual disputó la Copa Pepe Reyes (supercopa), la Primera División de Gibraltar, y la Rock Cup. Esa temporada Enrique fue determinante en el obtención del campeonato de Primera División 2016-17, la Rock Cup 2017 y la Copa Pepe Reyes 2016; completando así un triplete nacional. Fue el goleador de la Primera División con 30 goles, de la Rock Cup con 4 goles —marcando 3 de ellos en la final— y además marcó los 2 únicos goles en la final de la Copa Pepe Reyes.
| Torneo                                | Club   | Goles | Estatus del club |
| ------------------------------------- | ------ | ----- | ---------------- |
| Copa Pepe Reyes 2016                  | Europa | 2     | Campeón          |
| Primera División de Gibraltar 2016-17 | Europa | 30    | Campeón          |
| Rock Cup 2017                         | Europa | 4     | Campeón          |

Como consecuencia del campeonato en la Primera División 2016-17, Europa se clasificó —por primera vez— para disputar la primera ronda previa de la Liga de Campeones de la UEFA 2017-18. El 27 de julio, Kike marcó su primer gol en la Liga de Campeones de la UEFA en el partido de ida de la serie frente al The New Saints de Gales. El 4 de julio, en el partido de vuelta, fue expulsado en el minuto 59; esto sumado a la expulsión de su compañero Alex Quillo —en el minuto 59— complicó la situación de Europa. The dolphins perdieron el partido 2 - 1 durante los 90 minutos; con este resultado ambos clubes fueron a la prórroga en la que The New Saints marcó un gol más. Finalmente el partido de vuelta terminó 3 - 1 a favor de los visitantes, quienes además ganaron la serie por 4 - 3 en el global y se clasificaron para la segunda ronda previa.
En la Copa Pepe Reyes 2017 marcó dos goles, lo cual le sirvió para terminar como goleador del campeonato —junto a Rafael Aranda Vincueira de Lincoln Red Imps—; aunque Europa perdió la final en la tanda de penales por 3 - 1 frente a Lincoln Red Imps. En aquella tanda de penales Kike falló su penal.
| Torneo               | Club   | Goles | Estatus del club |
| -------------------- | ------ | ----- | ---------------- |
| Copa Pepe Reyes 2017 | Europa | 2     | Subcampeón       |

Real Balompédica Linense
La Real Balompédica Linense hizo oficial el 13 de agosto de 2018 la contratación del delantero Enrique Gómez Bernal, conocido profesionalmente como Kike Gómez, que llegó procedente del Europa de Gibraltar, con el que incluso llegó a disputar dos eliminatorias previas de competiciones europeas y que en los dos últimos cursos anotó 45 goles en la Premier de la Roca, el jugador firmó por dos temporadas con opción a una tercera. 

## Estadísticas

### Clubes
| Club                     | Inicio                | Fin                  |
| ------------------------ | --------------------- | -------------------- |
| Unión Deportiva Pilas.   |                       |                      |
| Benacazón Club de Fútbol |                       |                      |
| Unión Deportiva Pilas.   | 2013                  |                      |
| Coria Club de Fútbol.    | 16 de octubre de 2015 |                      |
| Europa                   | 17 de agosto de 2016  | 13 de agosto de 2019 |
| Real Balompédica Linense | 13 de agosto de 2018  | 25 de enero de 2019  |
| Lincoln Red Imps         | 25 de enero de 2019   | ¿?                   |

### Goles en competiciones internacionales de clubes
| Torneo                                                       | Club   | PJ | Goles |
| ------------------------------------------------------------ | ------ | -- | ----- |
| Liga de Campeones de la UEFA 2017-18 (Primera ronda previa). | Europa | 2  | 1     |

## Palmarés

### Campeonatos nacionales
| Título                                | Club   | País      | Año  |
| ------------------------------------- | ------ | --------- | ---- |
| Copa Pepe Reyes 2016                  | Europa | Gibraltar | 2016 |
| Primera División de Gibraltar 2016-17 | Europa | Gibraltar | 2017 |
| Rock Cup 2017                         | Europa | Gibraltar | 2017 |

### Distinciones individuales
- Máximo goleador de la Copa Pepe Reyes: 2016, 2017.
- Máximo goleador de la Rock Cup: 2017.
- Máximo goleador de la Primera División de Gibraltar: 2016-17.